# CrazySexyCool: The TLC Story
CrazySexyCool: The TLC Story es una película biográfica estadounidense para televisión sobre el trío musical de R&B contemporáneo y Hip hop, TLC. La película es protagonizada por Keke Palmer como Rozonda "Chilli" Thomas, Niatia "Lil Mama" Kirkland como Lisa "Left Eye" Lopes, y Drew Sidora como Tionne "T-Boz" Watkins. La película fue dirigida por Charles Stone III y escrita por Kate Lanier. Thomas y Warkins también sirvieron como productores ejecutivos de la película.
La película se estrenó en VH1 el 21 de octubre de 2013. La película toma su título del segundo álbum del grupo, CrazySexyCool. TLC publicó un álbum de éxitos, 20, publicado por LaFace y Epic Records el 15 de octubre de 2013, marcando la segunda década de trayectoria de la banda y el lanzamiento de CrazySexyCool: The TLC Story el cual inspiró gran parte de la lista de canciones para 20. Incluye sus cuatro sencillos #1, Creep, Waterfalls, No Scrubs y Unpretty más un nuevo tema escrito por el cantante Ne-Yo, Meant to Be.

La premier de la película generó 4.5 millones de espectadores, siendo la película para televisión con mayor audiencia del 2013, así como el estreno de película original con mayor audiencia en la historia de VH1.

## Trama
La película comienza con Tionne Watkins (Drew Sidora) contando a cerca de la vida de las chicas en la infancia y el resumen de su historia. La película entonces salta al año 1990 en Atlanta, Georgia. Tionne se acercó a su amiga, Marie, quien la informa sobre un grupo de chicas que está siendo formado y la persuade de audicionar para LaFace Records. Tionne lleva a Crystal, la fundadora del grupo, (Brooke Montalvo) a ver a Lisa Lopes (Lil Mama) cantar y Crystal dice que ella sería perfecta para el grupo. Sin embargo, después de una mixta recepción, (la mayoría, en parte debido al rendimiento clave malogrado de Crystal) tanto Tionne como Lisa ven el interés mutuo de Perri "Pebbles" Reid (Rochelle Aytes) y su esposo, el cofundador de LaFace L.A. Reid (Carl Anthony Payne).

## Elenco
- Keke Palmer como Rozonda "Chilli" Thomas.
- Lil Mama como Lisa "Left Eye" Lopes.
- Drew Sidora como Tionne "T-Boz" Watkins.
- Rochelle Aytes como Perri "Pebbles" Reid.
- Evan Ross como Dallas Austin.
- Carl Anthony Payne II como Antonio "L.A." Reid
- Shaun Clay como Sean "Puffy" Combs.
- Rico Ball como Andre Rison.
- Ed Amatrudo como Clive Davis.
- DeMontrez Spears como Dalvin DeGrate.
- Tasia Sherel como la madre de Chilli.
- Chantell D. Christohper como la madre de T-Boz.
- Chase Rolison como Tionne (joven).
- Ariana Neal como Lisa (joven).
- Brooke Montalvo como Crystal Jones.
- Tionne "T-Boz" Watkins como ella misma (solo al final).
- Lisa "Left Eye" Lopes como ella misma (toma de archivo).
- Rozonda "Chilli" Thomas como ella misma (solo al final).
- Frank Faucette como el padre de Left Eye.